# الانتشار العكسي
الانتشار العكسي يشير إلى الحالة التي يحدث فيها نقل الجسيمات (الذرات أو الجزيئات) في وسط يحدث بإتجاه مناطق ذات تدرجات تركيز أعلى، عكس تلك التي لوحظت أثناء الانتشار. تحدث هذه الظاهرة أثناء فصل الطور وتوصف بمعادله كان-هيليارد. يشير الانتشار العكسي أيضًا إلى عندما يتم إجبار الماء من منطقة ذات تركيز أقل إلى منطقة عالية. يمكن أن يحدث في التناضح.